# Bengt Alwo
Bengt Walter William Alwo, född 27 december 1916 i Njurunda, död 1998, var en svensk målare, tecknare, kompositör och tidigare luftakrobat.
Han var son till fabrikör Johan William Johansson Kuoppala och Anna Sofia Perälä. Alwo var verksam som luftakrobat och började vid sidan om sin framföranden utföra snabbteckningar av publiken, därefter fortsatte han med snabbteckningar från olika folkparksscener för att övergå till tidningsteckning. Separat ställde han ut i bland annat Stockholm, Sundsvall och Kiruna. Hans konst består förutom teckningar av det rörliga livet runt hamnar och varven vid de norrländska och norska vattendragen i olja, pastell eller akvarell. Han samarbetade en del med Lennart Pilotti. Bland hans kompositioner märks De hundra broars stad.